# 伊萬尼夫卡 (白采爾克瓦區)
49°27′41″N 30°7′58″E / 49.46139°N 30.13278°E
伊萬尼夫卡（烏克蘭語：Іванівка）是位於烏克蘭北部的村莊，由基辅州白采爾克瓦區的斯塔維謝市鎮負責管轄。該村始建於1750年，面積4.63平方公里，海拔高度200米，2001年人口1,300，人口密度每平方公里280.7人。